# Lokele-Schwert
Das Lokele-Schwert ist eine afrikanische Waffe. Afrikanische Schwerter wurden in verschiedenen Ländern und von verschiedenen Ethnien Afrikas als Kriegs-, Jagd-, Kultur-  und Standeswaffe entwickelt und genutzt. Die jeweilige Bezeichnung der Waffe bezieht sich auf eine Ausprägung dieses Waffentyps, die einer bestimmten Ethnie zugeordnet wird.

## Beschreibung
Das Lokele-Schwert hat eine gerade, zweischneidige Klinge. Das erste Stück der Klinge nach dem Heft ist dreieckig geformt und mit einer zackigen Schnittfläche versehen. Das nachfolgende Klingenstück ist verbreitert, wird schmaler und läuft zum Ort wieder breiter. Kurz vor dem Ort sind auf beiden Schneidenseiten scharfe Vorsprünge ausgeschmiedet (siehe Bild Infobox). Das Heft besteht aus Holz und ist poliert. Der Knauf ist eckig geschnitzt.